# Церковь Феодора Стратилата (Александров)
Церковь Фёдора Стратилата (надвратная церковь великомученика Феодора Стратилата) — православная церковь в Александрове на территории Успенского монастыря (Александровской слободы). Построена в XVII веке.

## История
Освящение церкви, выстроенной над Святыми воротами монастыря, состоялось в 1682 году.

## Архитектура
Церковь относится к типу двухосно-симметричных трёхчастных храмов, которые характерны для Руси последней четверти XVII века. Её формы наследуют владимиро-суздальскому зодчеству. Общая композиция пирамидальная, её образуют три четверика, средний из которых выше остальных. На западном фасаде каждый четверик делится на ярусы карнизом. Нижний ярус образован арками с коробовыми сводами. Южная арка заложена, в ней устроена лестница на второй этаж. Полукруглая площадка перед центральной аркой приподнятая, на неё ведёт лестница в четыре ступени. В верхнем ярусе расположены щелевидные оконные проёмы. Обрамляющие их колонки включены в аркатурный пояс. На среднем четверике над поясом расположена двойная висячая арка. Фасад фланкирован по углам лопатками, средний четверик в нижнем ярусе — сдвоенными полуколонками, а в верхнем — тоже лопатками. Остальные фасады декорированы скромно, на них наличники окон имеют килевидные завершения.
Объём в средней части второго этажа перекрыт коробовым сводом. В боковые помещения ведут двери, смещённые от середины внтуренних стен к западу, а симметрично им в этих стенах прорезаны окна. Полы нижнего этажа — из плит белого камня, верхнего — из кирпича, уложенного в ёлочку.